# Marc Van Der Linden
Marc Van Der Linden (Anversa, 4 febbraio 1964) è un ex calciatore belga, di ruolo attaccante.

## Palmarès

### Club

#### Competizioni nazionali
- Campionato belga: 1

Anderlecht: 1990-1991